# Escola Superior de Ciências Empresariais (Setúbal)
A ESCE (Escola Superior de Ciências Empresariais) é uma instituição pública de Ensino superior, integrada no Instituto Politécnico de Setúbal. A Escola foi criada em 1994, através do Decreto-Lei n.º 304/94, de 19 de Dezembro, e conta, actualmente, na sua oferta formativa com cursos de licenciatura, pós-graduação e mestrado nas áreas da Gestão: Logística, Marketing, Contabilidade, Recursos Humanos e Sistemas de informação.
A missão da ESCE é "ensinar, investigar e prestar serviços na área das Ciências Empresariais, com os mais elevados níveis éticos e de qualidade, dignificando o Homem, contribuindo, em parceria com a comunidade, para a promoção do desenvolvimento do país, em geral, e da região de Setúbal, em particular".

## Organização interna
Internamente, a Escola está organizada da seguinte forma:
» Órgãos de Gestão:
- Director
- Conselho de Representantes
- Conselho Técnico-Científico
- Conselho Pedagógico
- Conselho de Coordenação
- Conselho Consultivo

» Unidades de Carácter Científico e Pedagógico:
- Departamento de Economia e Gestão
- Departamento de Contabilidade e Finanças
- Departamento de Marketing e Logística
- Departamento de Comportamento Organizacional e Gestão de Recursos Humanos
- Departamento de Sistemas de Informação

O actual directora da ESCE é Boguslawa Maria Barszczak Sardinha.

## Cursos

### Licenciaturas

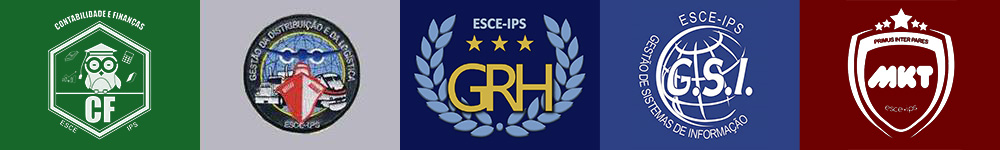
Símbolos dos 5 cursos da ESCE.

- Contabilidade e Finanças
- Contabilidade e Finanças - Nocturno
- Gestão da Distribuição e da Logística
- Gestão da Distribuição e da Logística - Pós-Laboral
- Gestão de Recursos Humanos
- Gestão de Recursos Humanos - Pós-Laboral
- Gestão de Sistemas de Informação
- Marketing

### Pós-Graduações
- Contabilidade Pública
- Gestão do Relacionamento e Comunicação com Clientes
- Gestão Logística
- Gestão da Formação, do Conhecimento e das Competências (em parceria com o Instituto de Educação da Universidade de Lisboa)
- MBA em Negócios Internacionais (em parceria com a FEARP/USP e Sines Tecnopolo)

### Mestrados
- Mestrado em Ciências Empresariais
- Mestrado em Contabilidade e Finanças
- Mestrado em Gestão Estratégica de Recursos Humanos
- Mestrado em Segurança e Higiene no Trabalho (em parceria com a EST Setúbal)
- Mestrado em Sistemas de Informação Organizacionais
- Mestrado em Gestão - especialização em Empreendedorismo e Inovação (em parceria com a Universidade de Évora)